# Igual consideració dels interessos
La igual consideració dels interessos és un principi moral que disposa que tots els interessos haurien de tenir-se en igual consideració a l'hora de valorar la correcció d'una acció. Roslind Godlovitch va formular per primera vegada aquest principi el 1971 en el text filosòfic «Animals and Morals» publicat a la revista acadèmica Philosophy. El 1975, Peter Singer va recollir i popularitzar aquest principi en el llibre Animal liberation.
Si es creu que tots els éssers, no només els humans, tenen interessos que han de tenir-se en consideració, aleshores el principi d'igual consideració dels interessos s'oposa no només al racisme i al sexisme, sinó també a l'especisme.